# Stadtmuseum Villach

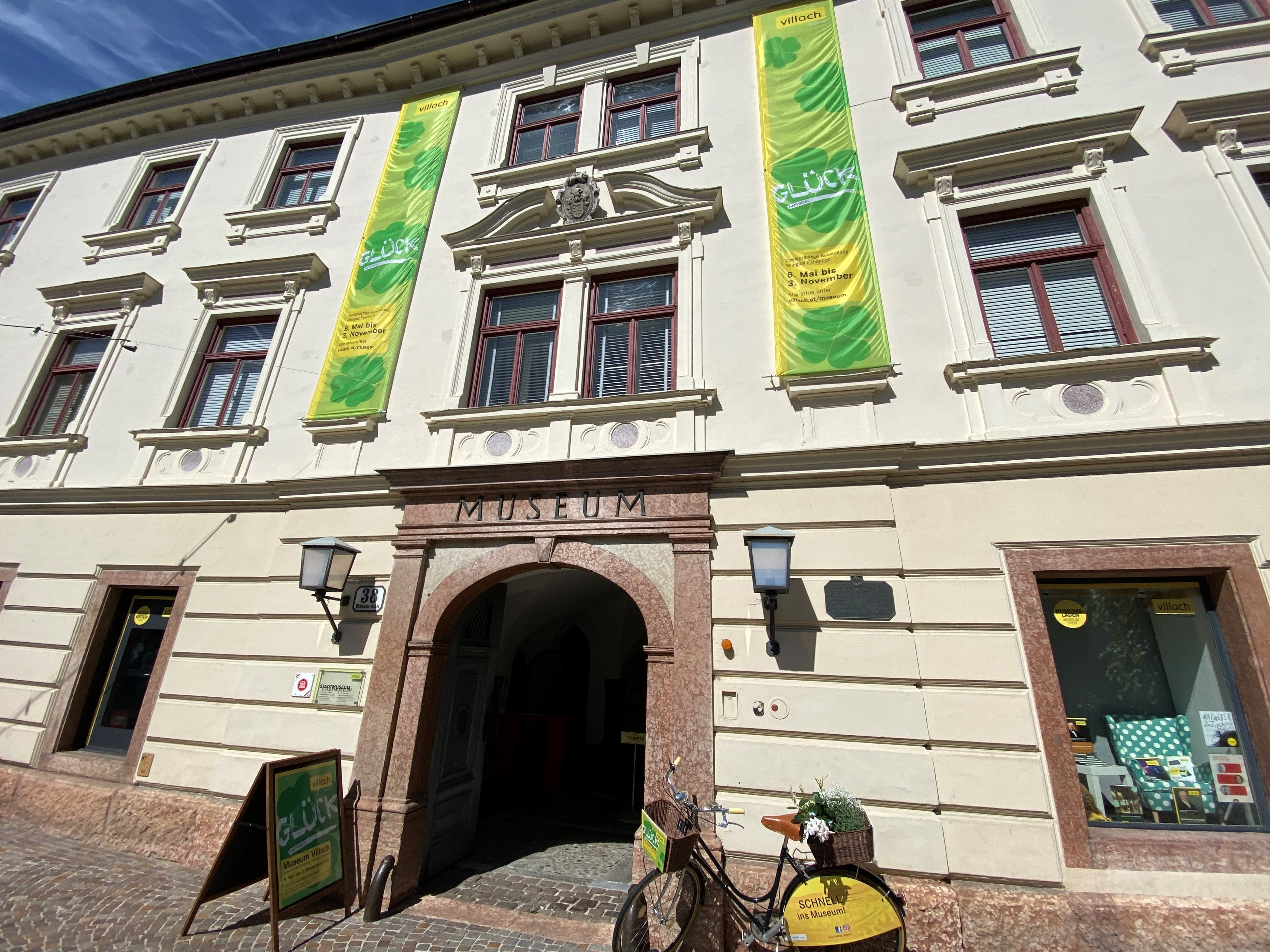

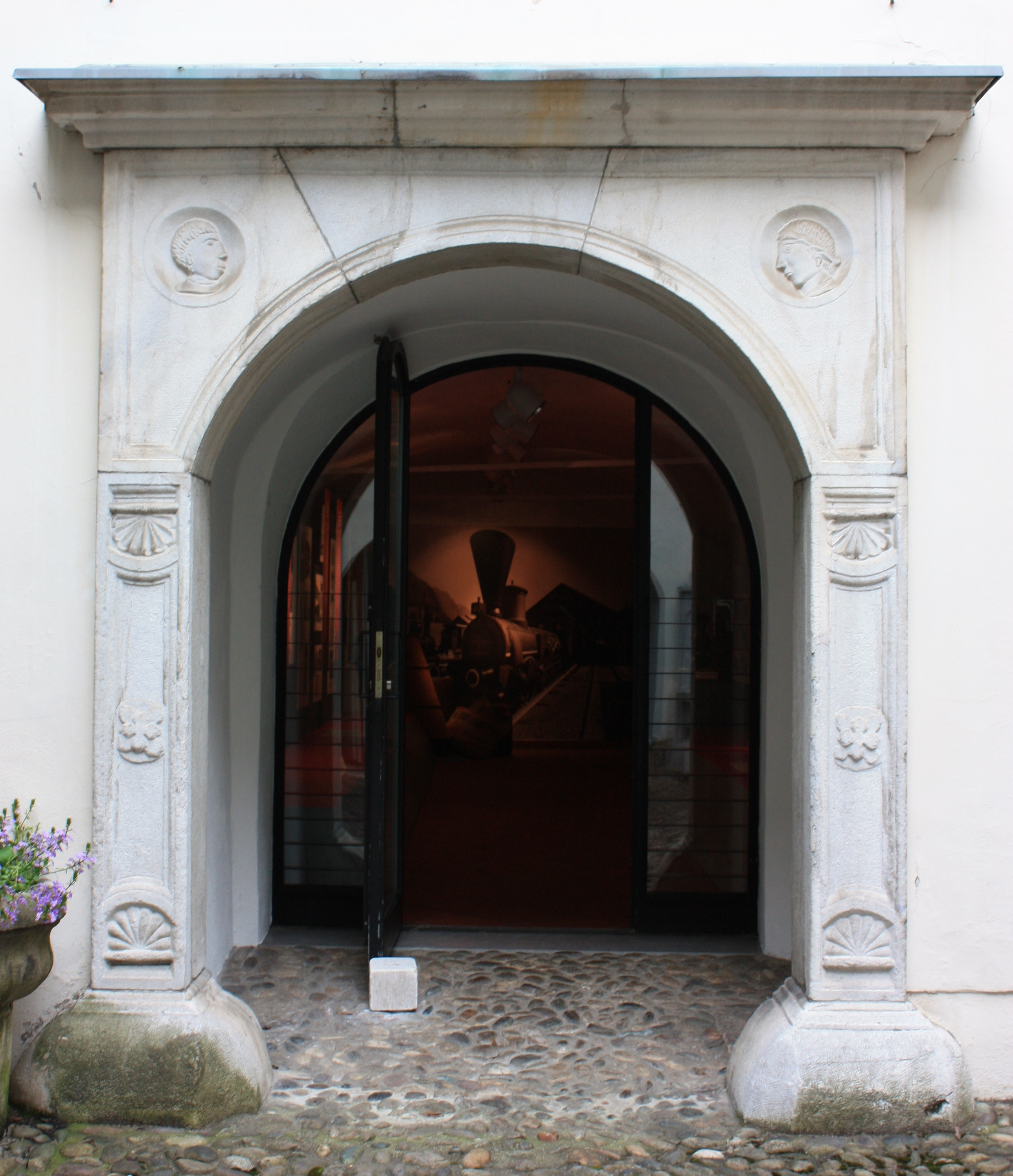
Renaissanceportal

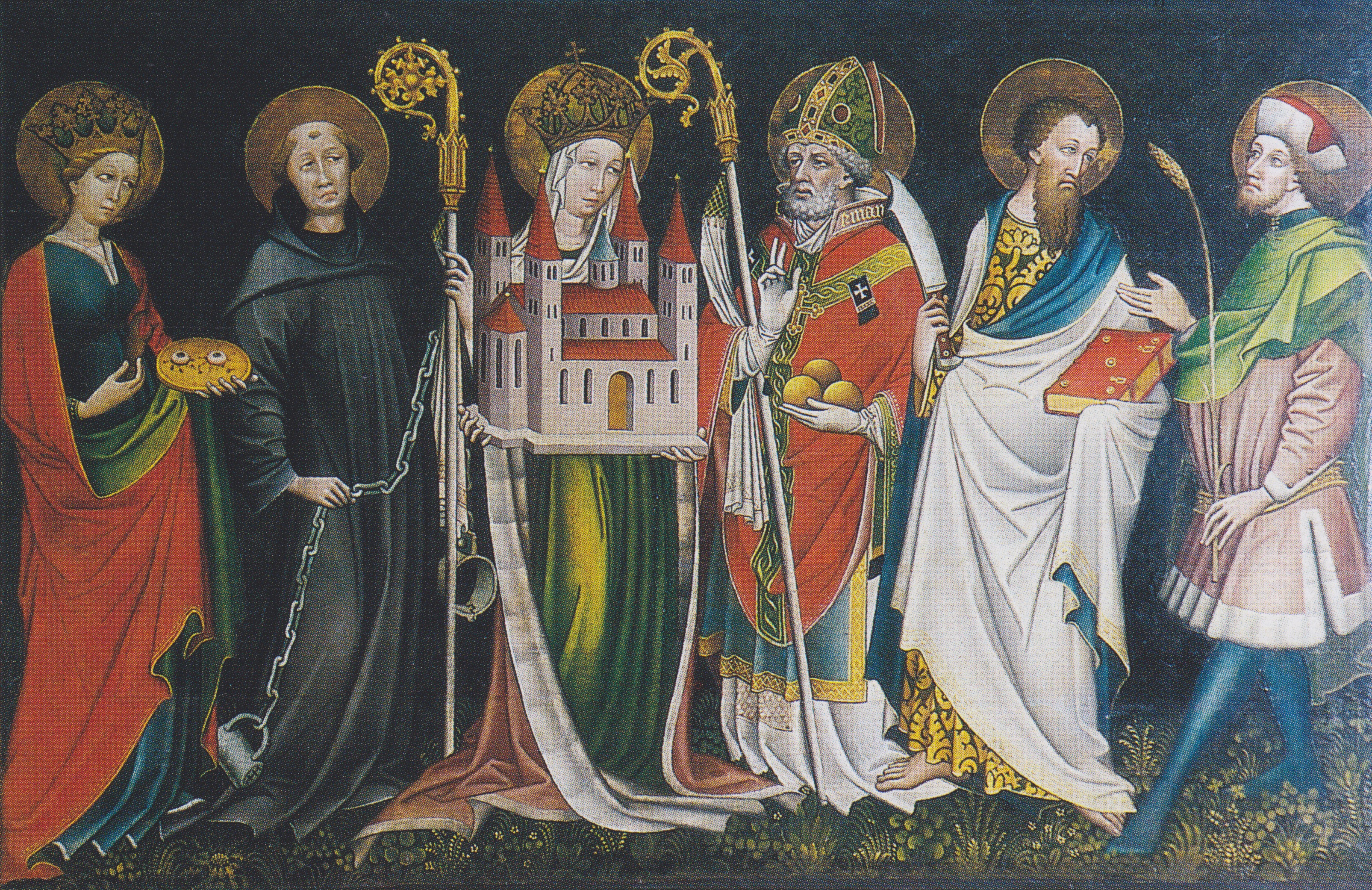
Thomas von Villach: Sechsheiligentafel

Das Stadtmuseum Villach ist im ehemaligen Palais Crusiz in der Widmanngasse in Villach untergebracht.

## Geschichte
Das Museum wurde 1873 vom Baumeister Carl Andreas Picco gegründet, der dem Museum seine Sammlung zur Verfügung stellte.
Nach mehreren wechselnden Standorten fand das Museum 1935 in einem historischen Gebäude am Kaiser-Joseph-Platz seine Heimstätte. Dieses wurde 1945 durch Bomben zerstört, die Sammlungen wurden aber rechtzeitig ausgelagert. Seit 1960 ist das Museum am jetzigen Standort in der Widmanngasse.

## Museumsgebäude
Das ehemalige Palais Crusitz ist ein dreigeschoßiger, neunachsiger Bau, der im Kern aus der zweiten Hälfte des 16. Jahrhunderts stammt. Das Haus besitzt zum Teil Stichkappentonnen mit angeputzten Graten und hat auf der Hofseite dreigeschoßige Arkaden. Die geknickte, späthistoristische Fassade wurde um 1890 von A. C. Candoloni hinzugefügt. Das Renaissanceportal im Innenhof von 1530/1540 wurde 1971 vom ehemaligen Engelhof in Perau hierher versetzt. Den Abschluss des Innenhofes bildet die ehemalige Stadtmauer mit einem rekonstruierten Wehrgang.
In unmittelbarer Nachbarschaft befindet sich das Denkmal der Namen, welches an die Opfer des Nationalsozialismus erinnert.

## Sammlung
Das Museum widmet sich der Geschichte des Villacher Raumes.
Einen Schwerpunkt bilden die jungsteinzeitliche Siedlungsfunde vom Kanzianiberg, die bronze-hallstattzeitlichen Funde von der Napoleonwiese über Warmbad-Villach und römerzeitliche Funde aus dem Stadtgebiet sowie die frühmittelalterlichen Gräberfunde von Judendorf und Völkendorf.
An Gemälden besitzt das Museum:
- Maria mit den Heiligen Jakobus, Dorothea, Barbara und Matthias von Meister Friedrich von Villach (um 1450)
- Die Sechsheiligentafel mit den Heiligen Kunigunde und Lucia, Leonhard, Nikolaus, Bartholomäus und Briccius von  Thomas von Villach (1470/1480)
- Landschaftsbilder von Jakob Canciani
- Gemälde der Brüder Josef und Ludwig Willroider
- Werke der Malerei des 20. Jahrhunderts.

Die Museumsbibliothek verfügt über eine Regestensammlung und ein Mikrofilm- und Fotoarchiv.

## Sonstiges
Das Museum gibt ein Jahrbuch mit dem Titel „Neues aus Alt-Villach“ heraus.
2017 wurde es mit dem Österreichischen Museumsgütesiegel ausgezeichnet.
Das Museum betreibt als Außenstellen:
- Das Relief von Kärnten im Schillerpark. Die 182 m² (19,5 m × 9,35 m) große topographische Landschaftsdarstellung im Längenmaßstab 1:10.000 und Höhenmaßstab 1:5.000 (doppelte Überhöhung) wurde zwischen 1889 und 1913 erstellt und stellt Kärnten und die angrenzenden Nachbarregionen dar. Sie ist im 1913 eigens dafür errichteten Ausstellungsgebäude von Mai bis Oktober zugänglich.
- Den Schauraum in der Burg Villach
- Die Aussichtsplattform am Stadtpfarrturm